# Hilarigona argentata
Hilarigona argentata är en tvåvingeart som beskrevs av Philippi 1865. Hilarigona argentata ingår i släktet Hilarigona och familjen dansflugor. Inga underarter finns listade i Catalogue of Life.